# Buchnera bowalensis
Buchnera bowalensis là loài thực vật có hoa thuộc họ Cỏ chổi. Loài này được A.Chev. mô tả khoa học đầu tiên năm 1911.